# カレリア (シベリウス)
『カレリア』（Karelia, フィンランド語：Karjala）は、フィンランドの作曲家ジャン・シベリウスの管弦楽作品。当初は劇音楽として作曲された。その後、1曲の序曲と8曲からなる組曲とし、組曲はさらに3曲に絞られ、現在にいたる。

## 作曲の経緯

### 新婚旅行にカレリアへ

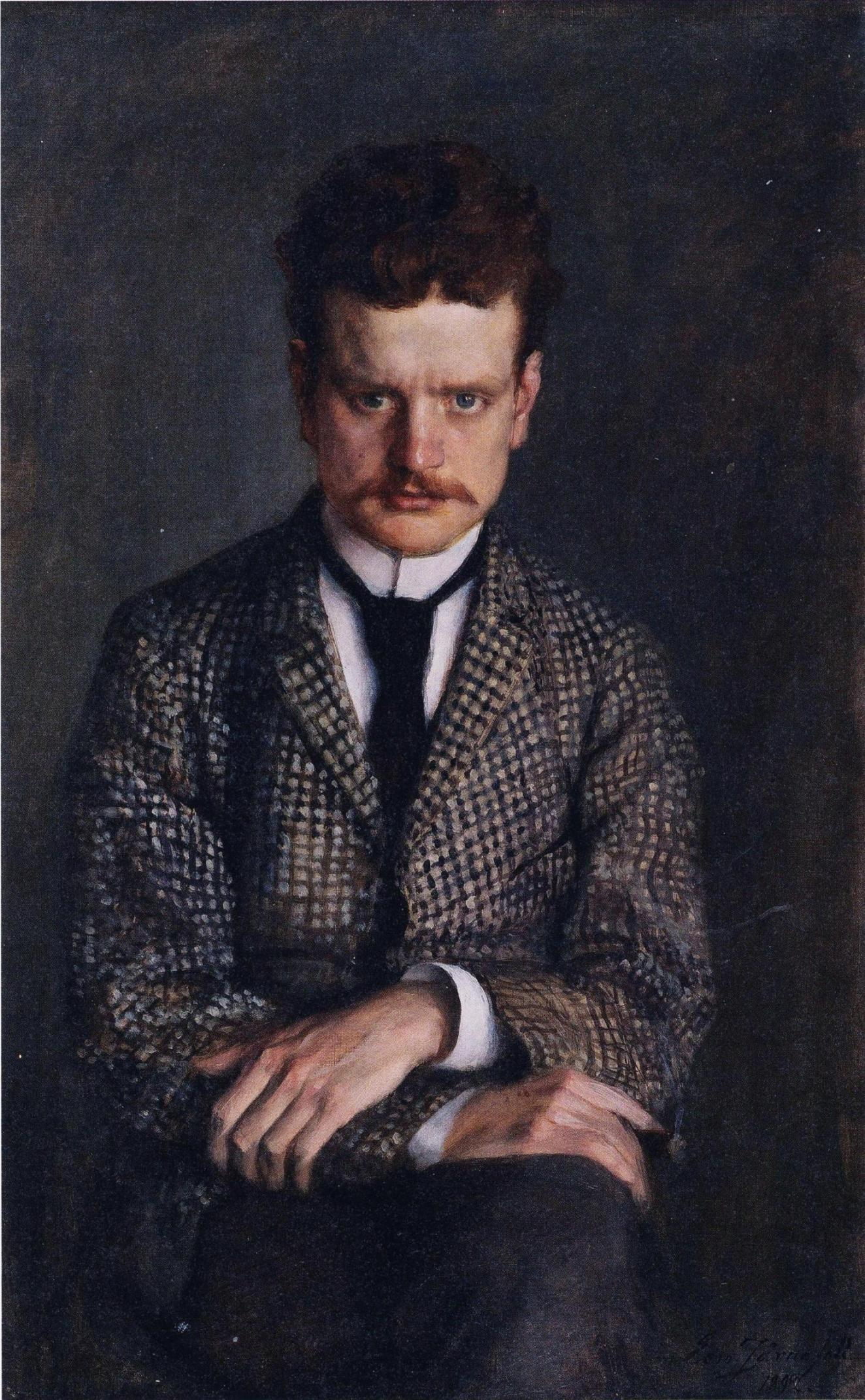
アイノ・ヤルネフェルトと結婚した1892年当時のシベリウス。《エーロ・ヤルネフェルトによる肖像画》

1892年にアイノ・ヤルネフェルトと結婚したシベリウスは、新婚旅行にカレリア地方を訪れた。カレリアは、フィン人の発祥の地であった。シベリウスはカレリア地方の民謡や伝説に、作曲のインスピレーションを得た。翌1893年、シベリウスはヘルシンキ大学のヴィープリ（ヴィボルグ、現ロシア領）出身の学生の団体から、その年の秋に行う野外歴史劇のための音楽を依頼された。この歴史劇は、カレリア地方の13世紀から19世紀までの歴史を7つの場面で描くものであった。

### 改編
野外劇は1893年11月13日にヘルシンキで上演され、音楽はシベリウス自身の指揮で演奏された。発表後の評判は悪く、シベリウスはこれを失敗作として廃棄した。しかし、「たいそう優れたものだった」という評価もある。この劇音楽のうち1曲を序曲として残し、他に8曲を選びそれを組曲とした。これらは劇の上演から6日後の演奏会で演奏された。組曲はさらに3曲に絞ることにした。
このため『カレリア』は最終的に「序曲」作品10と「組曲」作品11の2つの作品として1906年にブライトコプフ・ウント・ヘルテル社から出版され、今に残ることになった。

## 「カレリア」序曲 作品10
組曲と比較して演奏の機会は少ない。中間部に組曲の第1曲「間奏曲」と共通の主題が現れる。

## 「カレリア」組曲 作品11
3曲から構成される。シベリウスの管弦楽曲のうち比較的よく演奏される作品で、第3曲「行進曲風に」は単独で演奏されることも多い。
第1曲：間奏曲
劇の第3景、リトアニアの王女ナリモンドがカレリアの住民から税を取り立てていた時代の場面の音楽。ほぼ1つの主題の繰り返しからなる。
第2曲：バラード
劇の第4景、ヴィープリの場内で吟遊詩人が歌う場面の音楽。コーラングレのソロが有名だが、この旋律は原曲ではバリトン独唱とホルンが担当した。
第3曲：行進曲風に（アラ・マルチャ）
劇の第5景、16世紀の場面の音楽。2つの主題からなる行進曲。

## 劇音楽版の復元
1893年の初演後まもなく、シベリウス自身はこの曲の譜面を廃却したが、初演を担当したヘルシンキ交響楽団の首席指揮者であったロベルト・カヤヌスが、自筆譜の一部などを保存していた。後年、フィンランドの作曲家カレヴィ・アホによって不足分の譜面が補筆され、1997年にBISレコードによって全曲が世界初録音された（CD：BIS-CD-915）。それによると、作品全体は序曲および全8幕（第7幕と8幕は続けて上演）10曲で構成され、途中2曲で声楽が導入されている（第1幕で男性民謡歌手による重唱、第4幕でバリトン独唱＝組曲版の第2曲に相当）。なお、この序曲は作品10とほぼ同一であるが、劇音楽の方が概してテンポ指定が速いなど、若干の違いがある。

## 楽器編成
- 序曲 ― フルート2、ピッコロ1、オーボエ2、クラリネット2、ファゴット2、ホルン4、トランペット3、トロンボーン3、テューバ、ティンパニ、シンバル、大太鼓、トライアングル、タンブリン、弦5部
- 組曲 ― 序曲の編成にコーラングレ（ホルンで代用してもよいとされているが、実際に代用されることはほとんどない）とシンバルが加わる。

原曲の劇音楽版では、男性民謡歌手重唱とバリトン独唱が入る。（バリトンの代わりに組曲版で用いられる）コーラングレは用いられない。

## 演奏時間
- 序曲 ― 約10分
- 組曲 ― 第1曲：約3分、第2曲：約7分、第3曲：約4分、計：約14〜15分
- 劇音楽 ― BISによる録音では約50分